# Lebak (Sultan Kudarat)
Lebak è una municipalità di prima classe delle Filippine, situata nella Provincia di Sultan Kudarat, nella regione di Soccsksargen.
Lenak è formata da 27 baranggay:
- Aurelio F. Freires Sr. (Poblacion II)
- Barurao
- Barurao II
- Basak
- Bolebok
- Bululawan
- Capilan
- Christiannuevo
- Datu Karon
- Kalamongog
- Keytodac
- Kinodalan
- New Calinog
- Nuling

- Pansud
- Pasandalan
- Poblacion
- Poblacion III
- Poloy-poloy
- Purikay
- Ragandang
- Salaman
- Salangsang
- Taguisa
- Tibpuan
- Tran
- Villamonte